# دهستان نورآباد (منوجان)
دهستان نورآباد، یکی از دهستان‌های بخش مرکزی شهرستان منوجان در استان کرمان ایران است. مرکز این دهستان، روستای چاه شاهی است.

## جمعیت
براساس سرشماری عمومی نفوس و مسکن در سال ۱۳۹۵، جمعیت دهستان نورآباد برابر با ۲٬۸۷۸ نفر بوده‌است.